# Chelsea Girl
Albums de Nico
The Velvet Underground and Nico
(1967) The Marble Index
(1969)
Chelsea Girl est le premier album de la chanteuse Nico, sorti en octobre 1967. Il inclut des compositions de Bob Dylan, Jackson Browne et Tim Hardin, ainsi que des membres du Velvet Underground.
Le titre fait référence au film de Andy Warhol Chelsea Girls tourné en 1966 à l'Hotel Chelsea de New York avec Nico au casting.
Les cordes et la flûte sont ajoutées aux enregistrements initiaux par le producteur Tom Wilson et l'arrangeur Larry Fallon, ces arrangements ont été réalisés sans consulter Nico qui les a désapprouvés.
L'album est cité dans l'ouvrage de référence de Robert Dimery Les 1001 albums qu'il faut avoir écoutés dans sa vie.

## Titres
1. The Fairest of the Seasons (Jackson Browne, Gregory Copeland) – 4:06
2. These Days (en) (Browne) – 3:30
3. Little Sister (John Cale, Lou Reed) – 4:22
4. Winter Song (Cale) – 3:17
5. It Was a Pleasure Then (Nico, Reed, Cale) – 8:02
6. Chelsea Girls (en) (Reed, Sterling Morrison) – 7:22
7. I'll Keep It with Mine (en) (Bob Dylan) – 3:17
8. Somewhere There's a Feather (Browne) – 2:16
9. Wrap Your Troubles in Dreams (Reed) – 5:07
10. Eulogy to Lenny Bruce (Tim Hardin) – 3:45

## Musiciens
- Nico – chant
- Jackson Browne – guitare acoustique (1, 2, 7, 8, 10)
- Lou Reed – guitare électrique (3, 5, 6, 9)
- John Cale – alto, orgue, guitare (3, 4, 5)
- Sterling Morrison – guitare électrique (6, 9)
- Tom Wilson – production
- Larry Fallon – arrangements (cordes et flûte)